# Rajon Sribne
Der Rajon Sribne (ukrainisch Срібнянський район/Sribnjanskyj rajon; russisch Сребнянский район/Srebjanski rajon) war ein Rajon in der ukrainischen Oblast Tschernihiw. Der Rajon hatte eine Einwohnerzahl von 14.534 (2012) und war mit einer Fläche von 579 km² der Kleinste der Oblast Tschernihiw. Der Verwaltungssitz des Rajons war die namensgebende Stadt Sribne, die jedoch selbst kein Teil des Rajon war. Im Rajon gab es 2 Siedlungen städtischen Typs, 11 Gemeinden und 27 Dörfer.

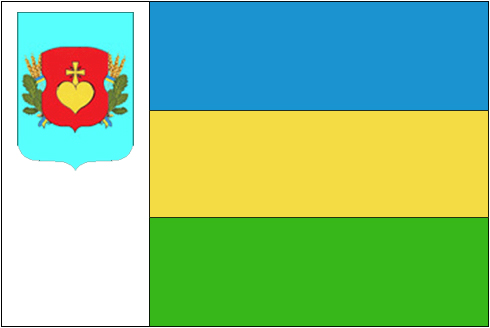
Die Flagge des Rajons

Am 17. Juli 2020 kam es im Zuge einer großen Rajonsreform zum Anschluss des Rajonsgebietes an den Rajon Pryluky.

## Geographie
Der Rajon befand sich südöstlich der Oblast Tschernihiw und grenzte im Nordosten und Norden an den Rajon Talalakiwka, im Nordwesten an den Rajon Itschnja, im Westen und Südwesten an den Rajon Pryluky, im Süden an den Rajon Warwa und im Westen bzw. Südwesten an den Rajon Romny, der sich in der Oblast Sumy befindet. Außerdem befand er sich Luftlinie rund 150 km südöstlich von Tschernihiw und 170 km nordöstlich von Kiew. Nach Kiew, Tschernihiw und anderen Städten fahren verschiedene Fernverkehrsmittel, sodass man verschiedene Städte gut erreichen kann. Durch das ehemalige Rajonsgebiet verläuft die Nationalstraße H 07, die Territorialstraßen T–25–29 und T–25–30 sowie die Flüsse Udaj und Lyssohir. Gebirge gibt es in der Umgebung des Rajonsgebietes nicht.
Das Dorf Skybiwschtschyna (ukrainisch Скибівщина, russisch Скибовщина/Skibowschtschina) wurde am 29. März 2013 aufgelöst.

## Administrative Gliederung

### Siedlungen städtischen Typs
| Siedlungen städtischen Typs | Siedlungen städtischen Typs | Siedlungen städtischen Typs |
| Name                        | Name                        | Name                        |
| ukrainisch transkribiert    | ukrainisch                  | russisch                    |
| --------------------------- | --------------------------- | --------------------------- |
| Sribne                      | Срібне                      | Сребное (Srebnoje)          |
| Dihtjari                    | Дігтярі                     | Дегтяри (Degtjari)          |

### Dörfer
| Dörfer                       | Dörfer             | Dörfer                                 | Dörfer            |
| Name                         | Name               | Name                                   | Gemeindezuordnung |
| ukrainisch transkribiert     | ukrainisch         | russisch                               | Gemeindezuordnung |
| ---------------------------- | ------------------ | -------------------------------------- | ----------------- |
| Antischky (bis 2016 Horkoho) | Антішки (Горького) | Антишки (Antischki)/Горького (Gorkogo) | Olexynzi          |
| Artemenkiw                   | Артеменків         | Артёменков (Artjomenkow)               | Sribne            |
| Charytoniwka                 | Харитонівка        | Харитоновка (Charitonowka)             | Charytoniwka      |
| Chukaliwka                   | Хукалівка          | Хукаловка (Chukalowka)                 | Sawynzi           |
| Dejmaniwka                   | Дейманівка         | Деймановка (Deimanowka)                | Hurbynzi          |
| Halka                        | Галка              | Галка (Galka)                          | Hryzijiwka        |
| Hnatiwka                     | Гнатівка           | Гнатовка (Gnatowka)                    | Dihtjari          |
| Horobijiwka                  | Горобіївка         | Горобиевка (Gorobijewka)               | Horobijiwka       |
| Hryzijiwka                   | Гриціївка          | Грициевка (Grizijewka)                 | Hryzijiwka        |
| Hurbynzi                     | Гурбинці           | Гурбинцы (Gurbinzy)                    | Hurbynzi          |
| Iwankiwzi                    | Іванківці          | Иванковцы (Iwankowzy)                  | Dihtjari          |
| Kaljuschynzi                 | Калюжинці          | Калюжинцы (Kaljuschinzy)               | Kaljuschynzi      |
| Karpyliwka                   | Карпилівка         | Карпиловка (Karpilowka)                | Karpyliwka        |
| Kuty                         | Кути               | Куты (Kuty)                            | Podil             |
| Lebednyzi                    | Лебединці          | Лебединцы (Lebedinzy)                  | Karpyliwka        |
| Losowe                       | Лозове             | Лозовое (Losowoje)                     | Hryzijiwka        |
| Nykoniwka                    | Никонівка          | Никоновка (Nikonowka)                  | Sribne            |
| Olexynzi                     | Олексинці          | Алексинцы (Alexinzy)                   | Olexynzi          |
| Pobotschijiwka               | Побочіївка         | Побочиевка (Pobotschijewka)            | Hryzijiwka        |
| Podil                        | Поділ              | Подол (Podol)                          | Podil             |
| Pojetyn                      | Поетин             | Поетин (Pojetin)                       | Podil             |
| Sawynzi                      | Савинці            | Савинцы (Sawinzy)                      | Sawynzi           |
| Sokyrynzi                    | Сокиринці          | Сокиринцы (Sokirinzy)                  | Sokyrynzi         |
| Totschene                    | Точене             | Точеное (Totschenoje)                  | Horobijiwka       |
| Trostjanez                   | Тростянець         | Тростянец (Trostjanez)                 | Hurbynzi          |
| Waskiwzi                     | Васьківці          | Васьковцы (Waskowzy)                   | Waskiwzi          |
| Wasjukiw                     | Васюків            | Васюков (Wasjukow)                     | Olexynzi          |